# Korejski rat
U lipnju 1950. godine Sjeverna Koreja pokreće iznenadni rat protiv Južne Koreje. Nakon jednoga graničnog sukoba, sjevernokorejske snage, potpomognute navodnim kineskim dobrovoljcima i uz podršku SSSR-a, prelaze 38. paralelu, a Južnoj Koreji pomažu UN i SAD. Oni traže povlačenje agresora s područja Južne Koreje. No, taj zahtjev Sjeverna Koreja ignorira, pa oružane snage SAD-a u ime UN-a dolaze u pomoć Južnoj Koreji. Naizmjenične ofenzive jednih i drugih snaga do 1952. godine nisu dale prevagu ni jednoj zaraćenoj strani. Sukob je završio 1953. godine potpisivanjem primirja u Panmunjeomu. Uspostavljena je demilitarizirana zona kao granica Sjeverne i Južne Koreje.
Rat u Koreji bio je prvi rat u kojem je vojno sudjelovala UN (osnovana 5 godina prije). Rat je počeo 25. lipnja 1950., a završio 27. srpnja 1953. Rat je počeo napadom snaga Sjeverne Koreje na teritorij Južne Koreje. UN je to nazvao remećenjem svjetskog mira, te zahtjeva povlačenje, što Sjeverna Koreja odbija. UN traži zemlje članice za vojnu pomoć Južnoj Koreji. 16 zemalja je poslalo vojsku, 41 zemlja je poslala vojnu opremu, hranu i druge zalihe. SAD je sudjelovao 90% u toj pomoći. Na strani Sjeverne Koreje se borila Kina, a Sovjetski Savez je priskrbljivao vojnu opremu. Rat je završio potpisivanjem primirja između UN i Sjeverne Koreje.
S preko milijun poginulih, to je jedan od najsmrtonosnijih sukoba u modernoj ljudskoj povijesti.

## Tijek rata
Japan je preuzeo kontrolu u Koreji 1895. i priključuje ju 1910. Pobjedom Saveznika u Drugom svjetskom ratu, Koreja je podijeljena između Sovjetskog Saveza i SAD na dvije okupacijske zone, koje je dijelila 38. paralela. Sjeverni je dio pripao Sovjetskom Savezu, a južni SAD-u. 1947. Generalna Skupština UN-a je proglasila da bi trebali biti u Koreji održani izbori, koji bi na vlast doveli jednu vladu za cijelu zemlju. Sovjetski Savez se protivi toj ideji i neće dopustiti takve izbore. 10. svibnja 1948. u Južnoj Koreji izabrana je nacionalna skupština koja je postavila vlast u Republici Koreji, a 9. rujna Komunisti su uspostavili Demokratsku Narodnu Republiku Koreju. Vojske dviju Koreja su se više puta sukobile u blizini granice između 1948. i 1950. 1949. SAD povlače svoje posljednje snage iz Koreje jer je Koreja izvan osnovne crte obrane SAD-a u Aziji, a Komunisti vjeruju da je to pravi trenutak za vojnu akciju.
U trenutku napada Sjeverna Koreja imala je 135 000 vojnika, od kojih su se mnogi borili za Sovjetski Savez i Kinu u Drugom svjetskom ratu. Sjeverna Koreja ima avione, topništvo i tenkove, dok Južna Koreja raspolaže sa znatno manjim brojem oružja i oko 95.000 vojnika.
Američki vojnici su se prvi put sukobili sa snagama Sjeverne Koreje 5. srpnja kod Osana, 48 km južno od Seoula kojeg su već osvojili Komunisti. Tri dana kasnije, uz odobrenje Vijeća Sigurnosti UN-a, Truman je imenovao generala Douglasa MacArthura vrhovnim zapovjednikom snaga UN-a. Stožer mu je bio u Tokiu. General pukovnik Walton H. Walker, zapovjednik američke 8. Armije postao je zapovjednik Savezničkih snaga na kopnu.
Saveznička vojska je do početka kolovoza potisnuta u tzv. Pusanski mostobran. To je bio prostor na jugoistoku Koreje koji se pružao od grada Pohanga, do grada Pusana, a granica je većini područja bila rijeka Naktong. Borba u tom području je postala prekretna točka jer je tamo poginulo oko 58.000 sjevernokorejanaca i izgubili su mnogo opreme. Pokušali su probiti američku obranu raspršenim napadima po cijeloj liniji obrane, ali je general Walker koristio rezerve, te zaustavio svaki pojedini napad. Američki avioni davali su zračnu potporu tako da su pucali na opskrbne puteve vojske Sjeverne Koreje. Zapovjednici Sjeverne Koreje su vidjeli da su amerikanci nadmoćniji, te su pripremili veliki napad i uspjeli su prijeći rijeku Naktong 6. kolovoza. Napredovali su sve do grada Taegua, ali zbog jakog protunapada amerikanaca i velikih gubitaka bili su prisiljeni povući se 25. kolovoza. Komunisti opet upadaju 3. rujna, i zauzimaju Pohang, ali ih Saveznici zaustavljaju.
Iskrcavanje kod Inchona je bio iznenadni potez koji je promijenio tok rata. 15. rujna 1950. američki vojnici i marinci iz X. Korpusa iz Japana su se iskrcali u Inchon. General MacArthur je osobno zapovijedao napadom. Bilo je potrebno pomno planiranje jer je plimna amplituda iznosila 9 m, pa ako bi koji brod došao za vrijeme oseke, ostao bi nasukan. Iskrcavanjem je presječena veza između vojnika iz Sjeverne Koreje, i onih koji su se borili u Južnoj Koreji. Američki je X Korpus pod zapovjedništvom general bojnika Edwarda M. Almonda napredovala prema Seoulu koji je osvojen 26. rujna. U isto vrijeme vojska generala Walkera uz velike napore uspijeva prijeći rijeku Naktong i pritom nanosi velike štete neprijatelju. Dvije su se vojske sastale kod Seoula 28. rujna. General MacArthur šalje Sjevernoj Koreji zahtjev za predaju, što ovi odbijaju.
Krajem rujna Saveznici se pripremaju za napad na Sjevernu Koreju. 1. listopada upadaju na teritorij Sjeverne Koreje i zauzimaju obalne gradove Wonsan, Hungnam i Hamhung. Drugi dio vojske (Osma Armija) ulazi u Sjevernu Koreju 8. listopada, te 19. listopada osvajaju Pyongyang, a Komunisti se povlače duboko na sjever. Zatim američka vojska napreduje prema granici s Kinom, koja upozorava na to približavanje. Međutim MacArthur želi da rat završi prije Božića, te zanemaruje upozorenja. 25. listopada se prvi put sukobljavaju Saveznička i kineska vojska. Borba traje do 6. studenog, a onda se Kinezi neočekivano povlače. MacArthur i kolege su podcijenili veličinu kineske vojske koja je u listopadu i studenom ušla u Sjevernu Koreju, a bilo ih je preko 300.000. Mislio je da Saveznika ima više, i da će avioni spriječiti njihov daljni upad.
MacArthur je 24. studenog naredio novo nadiranje, no 26. i 27. studenog Kina je poslala veliku vojsku na Saveznike koji su se morali povući. Tako su Komunisti stvorili klin između Osme Armije na zapadu i X. Korpusa na istoku. Saveznici se povlače iz Pyongyanga 4. prosinca. Četiri dana kasnije 20.000 američkih vojnika okruženih Kinezima započinju povlačenje od Chanjing Rezervoara do Hunghama. Do Božića je evakuirano 105.000 savezničkih vojnika, 91.000 izbjeglica i 17.500 vozila.
General Walker je poginuo u nesreći s jeepom, i nasljeđuje ga general pukovnik Matthew B. Ridgeway. Na Staru godinu Sjeverna Koreja napada Seoul te ga okupira, a Saveznici su s povlačenjem stali 40 km južno. Ridgeway je podigao moral u vojsci, što je utjecalo na nanošenje velikih gubitaka neprijatelju. 16. siječnja saveznička vojska kreće na sjever, i u 15 dana dolazi do Seoula. Ridgeway koristi taktiku ne zaobilaženja protivnika već temeljitom pobjedom, i tako Saveznici preuzimaju Seoul u ožujku bez borbe. Do lipnja vojska je došla u Sjevernu Koreju. Dotad se rat promijenio. Vojske su se zaustavile na jednom mjestu, te borile duž borbene linije iznad 38. paralele. U srpnju su počeli mirovni pregovori, ali borbe traju još dvije godine. Ni jedna strana nije bitno napredovala, ali su se vodile žestoke bitke za strateške pozicije. Rat se u tom periodu nazivao “Borba za brežuljke”. Neke od bitaka su Bloody Ridge, Finger Ridge, Heartbreak Ridge, Old Baldy, Pork Cho Hill.
11. travnja 1951. Truman je smijenio MacArthura i zamijenio ga Ridgewayom. MacArthur je htio proširenje rata na Kinu i upotrebu ostalih mjera (nuklearno oružje), što je moglo biti povod Trećem svjetskom ratu.
23. lipnja 1951. Jacob Malik, delegat Sovjetskog Saveza pri UN-u predložio prekid paljbe. Tjedan dana kasnije Ridgeway prema nalozima iz Washingtona predlaže sastanak zapovjednika obiju strana o raspravi primirja. Mirovni pregovori počinju 10. srpnja u Kaesongu, pa bivaju premješteni u Panjumon 25. kolovoza. 27. studenog je dogovoreno, da ako primirje bude uspostavljeno unutar 30 dana, konačna granica će biti sadašnja borbena linija. Zbog toga su borbe postale manje, jer nijedna strana ne bi bila na dobitku, ako bi morala osvojeno vratiti. No konačni je mir spriječilo par pitanja, a pogotovo ono o dobrovoljnom povratku zatvorenika u svoju zemlju. UN inzistira na tome (mnogi su se Kinezi borili na strani Saveznika, a bilo ih je i iz Sjeverne Koreje). Komunisti nisu pristali na taj zahtjev, te su pregovori čvrsto zastali, a borbe su nastavljene. 8. kolovoza 1952. UN je obustavio pregovore i kaže da će biti nastavljeni kada Komunisti ponude koristan prijedlog oko pitanja repatrijacije.
Ridgewaya mijenja general Mark W. Clark u svibnju 1952. U siječnju 1953. Dwight D. Eisenhower postaje predsjednik SAD-a, a 5. ožujka 1953 umire Staljin. Nakon njegove smrti Sovjetski vođe počeli su raspravljati o rješavanju prepirki mirnim putem. 28. ožujka Komunisti prihvaćaju raniji prijedlog UN-a o zamjeni bolesnih i ranjenih zarobljenika i traže nastavak pregovora. Razmjena se obavila u travnju i svibnju, i UN je dobio 684 zarobljenika (149 Amerikanaca), a Komunisti 6670 zarobljenika. Pregovori su nastavljeni 26. travnja i Komunisti prihvaćaju uvjet dobrovoljne repatrijacije. Pristali su da svi zatvorenici kažu Neutralnoj Narodnoj Repatrijacijskoj Komisiji svoj izbor. Komisija se sastojala od predstavnika Čehoslovačke, Indije, Poljske, Švedske i Švicarske. 27. srpnja 1953. potpisan je konačni sporazum, i rat je time završio. Uspostavljena je demilitarizirana zona, koja dijeli dvije strane, široka je oko 4 km. Obje strane su se dogovorile da neće povećavati svoju vojnu moć.
Nakon potpisanog primirja svaka je strana optuživala drugu za mučenje i izgladnjivanje zatvorenika, te ostale ratne zločine. Komunisti su optuženi za pranje mozgova zatvorenicima.
U ovom ratu prvi su se puta borili avioni mlažnjaci. U početku su avioni saveznika neometano letjeli ned teritorijem, te pomagali snagama na kopnu. No Sovjetski Savez daje Sjevernoj Koreji avione MiG-15. Zračne se borbe odvijaju između Pyongyanga i rijeke Yalu. U ratu se po prvi put prevoze vojnici u bitku helikopterima, koji su služili ni za spašavanje pilota oborenih zrakoplova. Amerikanci su tijekom rata izgubili više od 2000 aviona, a Saveznici su srušili oko 1000 aviona, te iz zraka ubili oko 285.000 vojnika. Saveznici također imaju i brodovlje; 80 razarača, 16 nosača zrakoplova, 8 krstarica i 4 borbena broda. Brodovima su granatirali kopno pomažući pješaštvu. Wonsan, lučki i indusrijski grad bio je pod morskom opsadom više od dvije godine. U ratu im je potopljeno 5 brodova, a 82 su pogođena.
Rat u Koreji bio je jedan od najkrvavijih u povijesti. Ubijeno je više od milijun civila iz Južne Koreje, više milijuna su ostali beskućnici, a šteta na privatnom vlasništvu je bila oko milijardu $. Statistike Sjeverne Koreje za civilna stradanja nema. Mrtvih, ranjenih ili nestalih na strani Saveznika ima oko 580.000, a na strani komunista oko 1.600.000. SAD su na taj rat potrošile oko 67 miljardi $.

## Nakon rata
1954. Sovjetski i predstavnici zemalja koje su se borile u ratu, sastali su se u Ženevi, no nisu uspjeli sastaviti trajni mirovni plan, kao ni pitanje o ujedinjenju dviju Koreja. 1991. dvije Koreje su potpisale sporazum o međusobnom neupotrebljavanju sile.
U rujnu 1953. dogodila se razmjena 88 559 zatvorenika. 14.227 Kineza, 7582 Sjevernokorejanaca, 325 Južnokorejanaca, 21 Amerikanac i 1 Britanac su odbili vratiti se u svoje zemlje. Neki su se kasnije predomislili.

## Kronologija sukoba između Koreja
- Lipanj 1950. Sjeverna Koreja pokreće iznenadni rat protiv Južne Koreje. Snage Ujedinjenih naroda brane Južnu Koreju, a Kina pomaže Sjevernoj. Seoul je tri puta mijenjao vlasnika u sljedeće tri godine, a Sjeverna Koreja i međunarodna komisija optužuju SAD da tijekom rata koristi biološko oružje.[1]
- Srpanj 1953. Rat je završio s gotovo 3 milijuna mrtvih, a sjever i jug razdvojeni su najtvrđe utvrđenom granicom na svijetu.
- 1961. Nakon kratkog razdoblja demokracije, u Južnoj Koreji na vlast dolazi general Park Chung Hee.
- Kolovoz 1974. Agent Sjeverne Koreje pokušava ubiti predsjednika Parka, ali umjesto njega ubija prvu damu.
- Listopad 1979. Parka je ubio prvi čovjek korejske Centralne obavještajne agencije.
- 1983. Agenti Sjeverne Koreje postavljaju bombu u Burmi koja ubija 17 članova delegacije Južne Koreje, a među njima i četiri ministra.
- 1987. Bomba eksplodira u avionu Korean Air Linesa i ubija 115 osoba – Sjeverna je Koreja proglašena odgovornom.
- 1988. Vlada Južne Koreje odobrava trgovanje sa Sjevernom Korejom.
- Rujan 1990. Sastaju se premijeri dviju Koreja.
- Srpanj 1994. Umire Kim Il Sung i nasljeđuje ga Kim Jong-il. Stanje u Sjevernoj Koreji sve je teže, a procjenjuje se da 2 milijuna ljudi umire od gladi.
- Rujan 1996. Sjevernokorejska špijunska podmornica previše se približila obali Južne Koreje, zbog čega je ubijeno 13 vojnika i civila na južnokorejskoj strani i 24 komandosa na strani Sjeverne Koreje.
- 1998. Nekadašnji disident Kim Dae-jung izabran je za predsjednika Južne Koreje.
- Lipanj 2000. Prvi ljudi Sjeverne i Južne Koreje održavaju povijesni trodnevni sastanak u Pjongjangu na kojemu potpisuju opredjeljenje prema ujedinjenju i odobravaju spajanje obitelji koje su odvojene za vrijeme Korejskoga rata.
- Listopad 2000. Madeleine Albright dolazi na razgovore s Kim Jong Ilom u Sjevernu Koreju.
- Prosinac 2000. Južnokorejski predsjednik dobio Nobelovu nagradu zbog napora na postizanju mira između dviju zemalja.
- Ožujak 2001. Južnokorejski predsjednik Kim Dae-jung sastaje se s Georgeom W. Bushom, koji Sjevernu Koreju optužuje kao nepouzdanog partnera, nakon čega Sjeverna Koreja otkazuje ministarski sastanak s Južnom Korejom.
- Listopad 2001. Sjeverna Koreja odgađa dogovorene sastanke razdvojenih obitelji zbog »povišene ratne atmosfere« u Seulu koja je posljedica napada na SAD.
- Siječanj 2002. U obraćanju naciji George Bush proglašava Irak, Iran i Sjevernu Koreju osovinama zla.
- Veljača 2002. Bush ponovno posjećuje Južnu Koreju i izražava želju za približavanjem dviju zemalja, ali osuđuje režim u Sjevernoj Koreji jer tolerira izgladnjivanje naroda.
- Travanj 2002. Sjevernokorejski ministar obrane Kim Il Chol u obraćanju vojsci upozorava vojnike na potrebu da budu spremni obraniti se od mogućeg napada od strane SAD-a.
- Lipanj 2002. Otvoreni pomorski sukob u Žutome moru doveo je do novih žrtava između nekad zaraćenih strana.
- Srpanj 2002. Sjeverna Koreja priopćava žaljenje zbog sukoba u Žutome moru.
- Kolovoz 2002. Dvije Koreje održavaju sastanak na ministarskoj razini u Seulu.
- Listopad 2002. SAD objavljuje da Sjeverna Koreja prijeti proizvodnjom nuklearnog arsenala.
- Studeni 2002. Sjeverna Koreja izjavljuje da ima pravo posjedovati nuklearno oružje.
- Prosinac 2002. Sjeverna Koreja odbija pregled svojih nuklearnih postrojenja.
- Prosinac 2002. Sjeverna Koreja protjerala je inspektore IAEAe.
- Siječanj 2003. Sjeverna Koreja objavljuje da se povlači iz sporazuma o nuklearnom naoružanju.
- Siječanj 2003. Južnokorejski predsjednik predlaže sastanak sa svojim kolegom Kim Jong-ilom.
- Veljača 2003. Sjeverna Koreja ispaljuje projektil između Južne Koreje i Japana.
- Travanj 2003. SAD šalje nevidljive bombardere u Južnu Koreju.
- Travanj 2003. Sjeverna Koreja objavljuje da uspješno nastavlja pripreme za proizvodnju nuklearnog oružja i pristaje na indirektne pregovore sa SAD-om, a nakon razgovora u Pekingu Colin Powell izjavljuje da Sjeverna Koreja traži normalizaciju odnosa i golemu financijsku pomoć.
- Svibanj 2003. Sastanak Georgea Busha i južnokorejskog predsjednika.
- Srpanj 2003. Sjeverna Koreja nastavlja razvoj nuklearnog oružja, a SAD još uvijek nije dao službeni odgovor na ponudu iz Pekinga.
- 23. studeni 2010. Vojska Sjeverne Koreje bombardirala je južnokorejski otok Yeonpyeong.